# Viktor Iljics Tolmacsov
Viktor Iljics Tolmacsov (cirill betűkkel: Виктор Ильич Толмачёв; 1934. augusztus 11. – 2018. június 7.) szovjet-orosz repülőmérnök, az An–124 és An–225 repülőgépek főkonstruktőre.

## Életpályája
1959-ben kitüntetéssel fejezte be a Harkovi Repülési Főiskolát (HAI), majd az Antonov tervezőirodában kezdett dolgozni tervezőmérnökként. Részt vett az Antonov-repülőgépek és változatai többségének tervezésében. 1971-től vezető tervezőként vett részt az An–124 teherszállító repülőgép kifejlesztésében. 1971-ben szerzett kandidátusi fokozatot, majd 1989-ben a műszaki tudományok doktora lett. 1983-ban kinevezték az Antonov tervezőiroda helyettes vezetőjévé, majd 1985-ben főkonstruktőrként őt bízták meg az An–124 és An–225-ös gépek fejlesztésének irányításával. 1991-ben az An–124-es gépeket üzemeltető a Volga-Dnyepr légitársaság műszaki igazgatója, 1997-ben egyúttal a cég igazgatótanácsának a tagja is lett. Az An–124 kifejlesztéséért 1992-ben megkapta Ukrajna Állami Díját.
Több mint 100 tudományos szakcikk szerzője.
Súlyos betegséget követően 2018. június 7-én reggel hunyt el.